# 자포로지예주

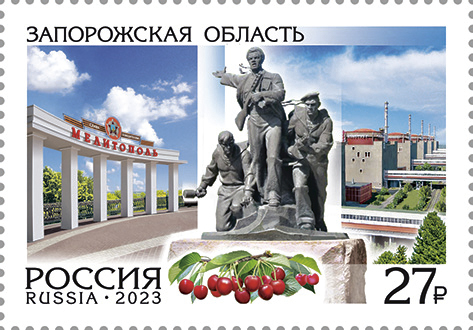
러시아 연방의 주체로서 자포로지예주의 기념 우표

우크라이나의 자포리자주(러시아어: Запорожская область 자포로지스카야 오블라스티[*])에 대한 러시아군의 지속적인 군사점령은 우크라이나 남부 전역의 일환으로 러시아의 우크라이나 침공 중에 2022년 2월 24일에 시작되었다. 이 주는 2022년 9월 30일까지 러시아가 통제하는 군민행정부에서 관리되다가 불법적으로 합병되어 인정받지 못한 러시아의 연방주체가 되었다.
2월 25일, 멜리토폴이라는 도시가 멜리토폴 점령 러시아의 통제 하에 넘어갔고, 그 다음 날 베르디안스크가 뒤따랐다.  러시아군은 자포리자 원자력 발전소가 있는 에네르호다르시를 포위한 다음, 3월 4일에 에네르호다르 전투를 통해 점령했다. 그러나 우크라이나 정부의 통제 하에 있는 이 주의 주도 자포리자는 점령하지 못했다.
5월에 러시아 정부는 이 지역 주민들에게 러시아 여권을 제공하기 시작했다. 7월에는 러시아의 2022년 전쟁 검열법을 해당 지역까지 확대하고 처벌로 러시아로의 추방을 포함하는 법령을 발표했다. 9월에 점령군은 크게 논란이 된 국민투표를 자포리자와 헤르손주 점령 지역에서 실시하여 러시아 연방에 가입하기로 했다. 9월 27일, 러시아 관리들은 자포리자주 주민투표가 러시아 연방 가입에 찬성하는 유권자 93.11%로 통과되었다고 주장했다. 러시아는 2022년 9월 30일 이 지역의 러시아 행정부와 가입 조약을 체결했다. 러시아는 2022년 9월 30일 자포리자주를 합병했는데, 당시 통제하지 않았던 주 일부도 포함되어 있었다. 유엔 총회는 러시아가 "즉각적으로, 완전하게, 무조건적으로 철수할 것"을 요구했고, "불법 합병 시도"로 묘사한 것을 인정하지 말 것을 국가들에게 촉구하는 결의안을 통과시켰다.
멜리토폴은 러시아가 자포리자를 통제하지 않기 때문에 러시아의 행정수도 역할을 한다. 2023년 3월, 권한대행 수반 예프게니 발리츠키가 자포리자가 점령될 때까지 법적 수도를 멜리토폴로 이전한다는 법령에 서명한 후, 멜리토폴은 러시아가 점령한 자포리자주의 공식 수도가 되었다.

## 점령에 대한 저항
2022년 4월 22일, 페도로프는 멜리토폴 점령 중에 당파에 의해 100명 이상의 러시아군이 사망했다고 밝혔다.
2022년 8월 24일, 자포리자주 미하일리우카의 러시아 임명 수반인 이반 수슈코가 자동차 폭탄 테러로 암살당했다.

## 같이 보기
- 러시아의 우크라이나 침공
- 러시아-우크라이나 전쟁
- 러시아-우크라이나 전쟁의 개요
- 러시아의 우크라이나 점령지
  - 러시아의 크림반도 점령
  - 러시아의 체르니히우주 점령
  - 러시아의 도네츠크주 점령
  - 러시아의 하르키우주 점령
  - 러시아의 헤르손주 점령
  - 러시아의 키이우주 점령
  - 러시아의 루한스크주 점령
  - 러시아의 미콜라이우주 점령
  - 러시아의 수미주 점령
  - 러시아의 지토미르주 점령
  - 2022년 러시아의 우크라이나 침공 중 스네이크섬
- 러시아의 크림반도 합병
- 러시아의 우크라이나 침공 중 러시아와의 협력
- 러시아의 도네츠크주, 헤르손주, 루한스크, 자포리자주 합병

## 노트
1. ↑  자포리자주에서 우크라이나와 주권 분쟁이 발생하고 있다.